# Armenische Eishockeyliga 2006/07
Die Saison 2006/07 war die sechste Spielzeit der armenischen Eishockeyliga, der höchsten armenischen Eishockeyspielklasse. Meister wurde zum insgesamt zweiten Mal in der Vereinsgeschichte Urartu Jerewan.

## Modus
In der Hauptrunde absolvierte jede der fünf Mannschaften insgesamt 16 Spiele. Die beiden Erstplatzierten der Hauptrunde qualifizierten sich für das Meisterschaftsfinale. Für einen Sieg erhielt jede Mannschaft drei Punkte, bei einem Unentschieden gab es einen Punkt und bei einer Niederlage null Punkte.

## Tabelle
| Pl. | Verein             | Sp. | S  | U | N  | Tore    | Punkte |
| --- | ------------------ | --- | -- | - | -- | ------- | ------ |
| 1.  | Urartu Jerewan     | 16  | 16 | 0 | 0  | 121:230 | 48     |
| 2.  | Schengawit Jerewan | 16  | 11 | 0 | 5  | 068:430 | 33     |
| 3.  | SKA Jerewan        | 16  | 8  | 0 | 8  | 060:600 | 24     |
| 4.  | HC Dinamo Jerewan  | 16  | 5  | 0 | 11 | 038:730 | 15     |
| 5.  | Schirak Gjumri     | 16  | 0  | 0 | 16 | 018:106 | 0      |

Sp = Spiele, S = Siege, U = unentschieden, N = Niederlagen

## Finale
- Urartu Jerewan – Schengawit Jerewan 2:0 (3:0, 4:2)

## Auszeichnungen
Bester TorhüterLavik Gazaryan (Urartu)
Bester VerteidigerAndranik Khachatryan (Urartu)
Bester StürmerGevork Kandakharyan (Urartu)
TopscorerManuk Balyan (Urartu)